# Naval Air Station Lemoore
| Flygfoto över basen från ett passagerarplan samt en bild med två par med F-35C Lightning II och F/A-18 Super Hornet flyger i formation över NAS Lemoore. Båda bilderna är tagna under 2015. |  | Flygfoto över basen från ett passagerarplan samt en bild med två par med F-35C Lightning II och F/A-18 Super Hornet flyger i formation över NAS Lemoore. Båda bilderna är tagna under 2015. |
| Flygfoto över basen från ett passagerarplan samt en bild med två par med F-35C Lightning II och F/A-18 Super Hornet flyger i formation över NAS Lemoore. Båda bilderna är tagna under 2015. |  | |

Naval Air Station Lemoore, även benämnd som NAS Lemoore, är en militär flygplats (IATA: NLC, ICAO: KNLC, FAA LID: NLC) tillhörande USA:s flotta i Fresno County och Kings County i delstaten Kaliforniens centraldal sydväst om staden Fresno. Delar av basen ingår för statistiska ändamål i Lemoore Station som en census-designated place.

## Bakgrund
Basen byggdes 1961, omgiven av bördig jordbruksmark och har två parallella rullbanor med en längd på 4 100 meter vardera och med ett avstånd mellan dem på 1 400 meter. Efter att Naval Air Station Miramar överfördes till marinkåren på 1990-talet så flyttade följaktligen samtliga av flottans jakt- och attackflyg som tjänstgör ombord på hangarfartygen med hemmahamn vid Naval Base Coronado i San Diego över sin landbaserade hemmaflygplats till Lemoore. På basen finns även underhållsdepån Fleet Readiness Center West (ingår i Naval Air Systems Command).
Naval Air Station Lemoore är den största arbetsplatsen i centraldalen med över 14 000 arbetstagare.